# Cătălin Munteanu
Cătălin Constantin Munteanu (ur. 26 stycznia 1979 w Bukareszcie) – rumuński piłkarz grający na pozycji pomocnika.
Munteanu karierę piłkarską rozpoczynął w barwach Steauy Bukareszt. W marcu 1997 roku, gdy miał 18 lat zadebiutował w pierwszej lidze rumuńskiej w meczu przeciwko Rapidowi.
Rok później Rumun wyjechał do Hiszpanii. Tam związał się najpierw z UD Salamanca, barwy której reprezentował do 2001 roku i wówczas dopiero sięgnęło po niego Atlético Madryt. W stołecznym klubie był wypożyczany, najpierw do Espanyolu, później do Albacete Balompié.
Później jeszcze zaliczył krótki epizod w Murcii. W 2006 roku był już wolnym piłkarzem i przeszedł Dinama. W latach 2008–2010 grał w FC Brașov, a następnie wrócił do Dinama. Potem ponownie grał w FC Brașov, a w 2015 roku zakończył karierę w FC Viitorul Constanța.